# 한창수 (강원도의원)
한창수(韓昌洙, 1959년 12월 20일 ~ )는 대한민국의 정치인이다. 제10·11대 강원도의원이다.

## 학력
- 상지대학교 행정학과, 법학과 졸업

## 경력
- 금당은당 대표
- 횡성로타리클럽 회장
- 대한적십자사태기봉사회 회장
- 횡성군배드민턴연합회 회장
- 상지대학교 총동문회 부회장
- 2010.07 ~ 2014.06: 제6대 횡성군의회 의원
  - 2010.07 ~ 2012.06: 제6대 횡성군의회 전반기 부의장
- 2014.07 ~ 2018.03: 제7대 횡성군의회 의원
  - 2014.07 ~ 2016.06: 제7대 횡성군의회 전반기 의장
- 2018.07 ~ 2022.06: 제10대 강원도의회 의원
  - 2018.07 ~ 2020.06: 제10대 강원도의회 전반기 기획행정위원회 위원
  - 2020.07 ~ 2022.06: 제10대 강원도의회 후반기 의회운영위원회 위원
  - 2020.07 ~ 2022.06: 제10대 강원도의회 후반기 기획행정위원회 위원
  - 2020.07 ~ 2021.06: 제10대 강원도의회 제3기 예산결산특별위원회 위원
- 2022.07 ~ : 제11대 강원도의회→강원특별자치도의회 의원
  - 제11대 전반기 강원도의회 기획행정위원회 위원장
  - 2023.09 ~ 2024.06: 제11대 강원특별자치도의회 전반기 부의장
  - 2024.07 ~ : 제11대 후반기 강원특별자치도의회 농림수산위원회 위원

## 역대 선거 결과
|  | 12.81% |

|  | 21.61% |

|  | 17.29% |

|  | 39.09% |

|  | 57.05% |